# Hétérogramme
Ne doit pas être confondu avec Pangramme.
Un hétérogramme (du grec hétéros : « autre » et gramma : « lettre ») est une phrase comportant chaque lettre de l'alphabet au plus une fois.
En français, un hétérogramme peut comporter au plus 26 lettres (42 si l'on compte les lettres accentuées et ligatures de l'alphabet français : à, â, é, è, ê, ë, î, ï, ô, ù, û, ü, ÿ, ç, æ et œ). Le jeu consiste à construire une phrase cohérente la plus longue possible sans nom propre, ni abréviation ou sigle. Un pangramme parfait serait un hétérogramme.
Un isogramme (du grec isos : « égal » et gramma : « lettre ») est une phrase contenant chaque lettre de l'alphabet le même nombre de fois, donc un hétérogramme est un isogramme dans lequel chaque lettre n'est présente qu'une fois.

## Exemples d'hétérogrammes
En français
- Le bon Giscard ! (12)
- Lampez un fort whisky ! (Alain Brobecker) (18)
- Plombez vingt fuyards ! (Alain Brobecker) (19)
- Cinq thyms jugez par kob ! (20)
- Mot de quinze lettres : lycanthropiques
- Mots de quatorze lettres : cryptogamiques, stylographique, transphobiques, xylographiques,

- Mots de treize lettres : cryptogamique, transphobique, xylographique, xylographiste.
- Mots de douze lettres : cyclobutanes, francophiles, introuvables, indomptables, incomptables, monarchiques, stylographes, transphobies, xylographies, zygomatiques, zygopetalums.
- Mots de onze lettres : amphitryons, courtisanes, cyclobutane, francophile, introuvable, labyrinthes, stylographe, transphobie, xylographes, xylographie, zygomatique, zygopetalum.
- Mots de dix lettres : amphitryon, boulevards, brodequins, calembours, confitures, courtisane, comblaient, compagnies, comprenait, conservait, couvraient, débauchons, débouchant, découvrant, diplomates, embarquons, encombrait, expliquant, expliquons, formalités, francisque, galipoteux, gouvernait, harmonieux, hypocrites, importance, imprudents, incomplets, labyrinthe, longitudes, monarchies, monticules, pantoufles, parchemins, plaiderons, prodiguant, produisant, redoublait, rudoyaient, souviendra, spoliateur, transphobe, xylographe, xylophages, xylophagie.

En anglais
- The big dwarf only jumps. (Alain Brobecker) (20)
- Nymphs beg for quick waltz. (Angus Walker) (22)
- Mot de quinze lettres : uncopyrightable.
- Mots de dix lettres : caperingly, lacqueying, taperingly

En allemand
- "Fix, Schwyz!", quäkt Jürgen blöd vom Paß. (30)
- Mot de seize lettres (le plus long hétérogramme qui soit constitué d'un seul mot) : Malitzschkendorf (ville d'Allemagne)

En portugais
- Velho traduz, sim! (14)

En espagnol
- Centrifugadlos (14)

## Poèmes hétérogrammatiques
L'écrivain Georges Perec a publié deux recueils de poèmes hétérogrammatiques : Alphabets, et La Clôture.